# 茂木駅
茂木駅（もてぎえき）は、栃木県芳賀郡茂木町大字茂木にある真岡鐵道真岡線の駅である。真岡線の終点であり、栃木県の最東端の駅でもある。

## 歴史
- 1920年（大正9年）12月15日：鉄道省（国鉄）の駅として開業[1]。
- 1934年（昭和9年）8月1日：省営自動車常野線（烏山駅 - 茂木駅間）運輸営業開始[2][3]
- 1935年（昭和10年）8月1日：省営自動車常野線（茂木駅 - 御前山駅（茨城鉄道）間）運輸営業開始[4]
- 1937年（昭和12年）3月31日：省営自動車茂木線（茂木駅 - 宇都宮駅間）運輸営業開始[5]
- 1987年（昭和62年）4月1日：国鉄分割民営化により、東日本旅客鉄道（JR東日本）の駅となる[6]。
- 1988年（昭和63年）4月11日：真岡鐵道に転換[1][6]。

## 駅構造
単式ホーム1面1線を有する地上駅。
構内に機回し線を有し、蒸気機関車用の電動式転車台が設置されている。以前は転回時に警報装置により、乙女の祈りの音楽が流れていたが、2018年4月に廃止された。転車台設置以前にはその位置に側線が数本あった。
有人駅であり、窓口の営業時間は平日の7:10 - 10:30、14:50 - 18:10。土日祭日は8:30 - 17:10。自動券売機1台あり。
夜間滞泊も設定されている。

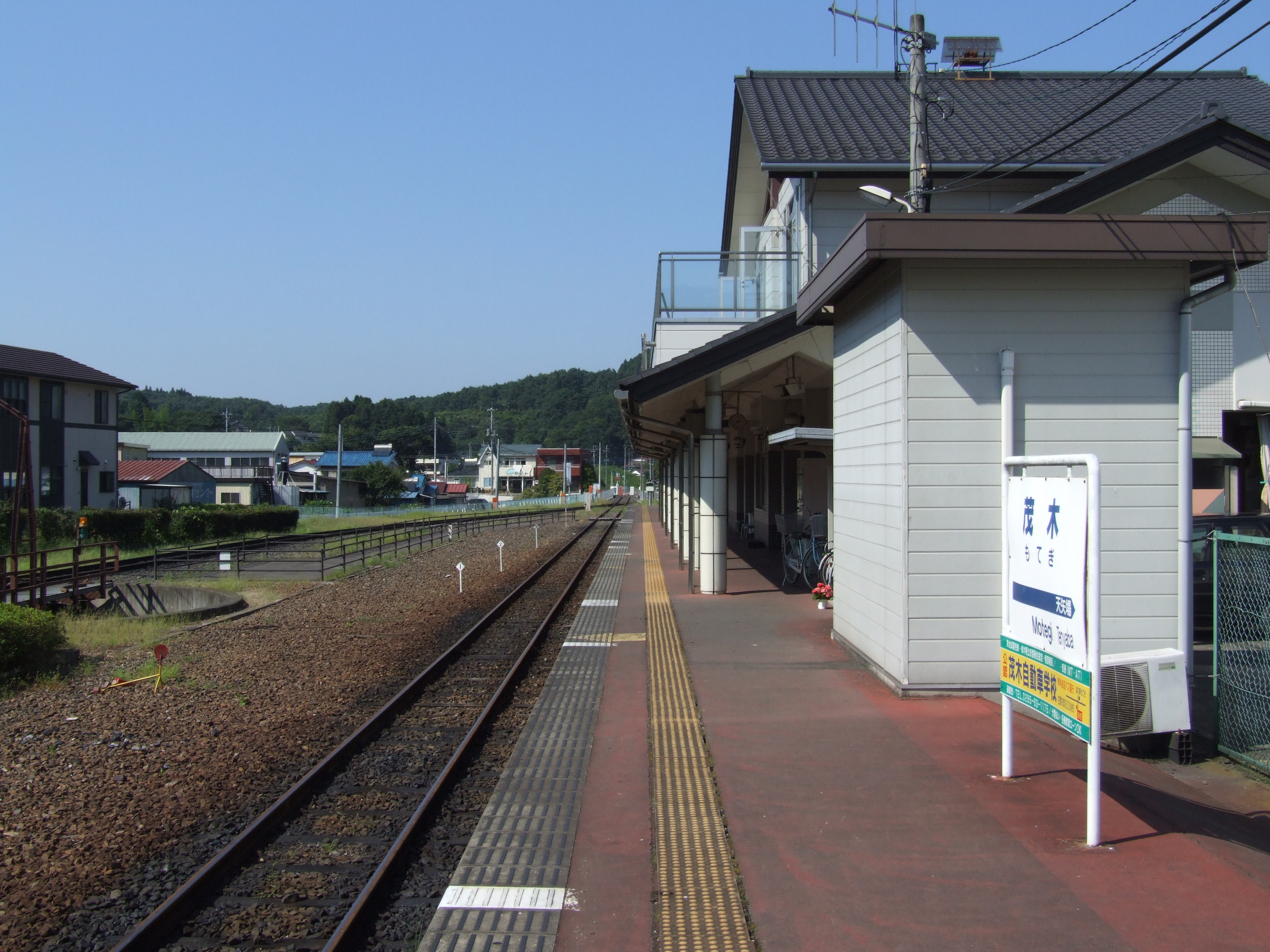
構内
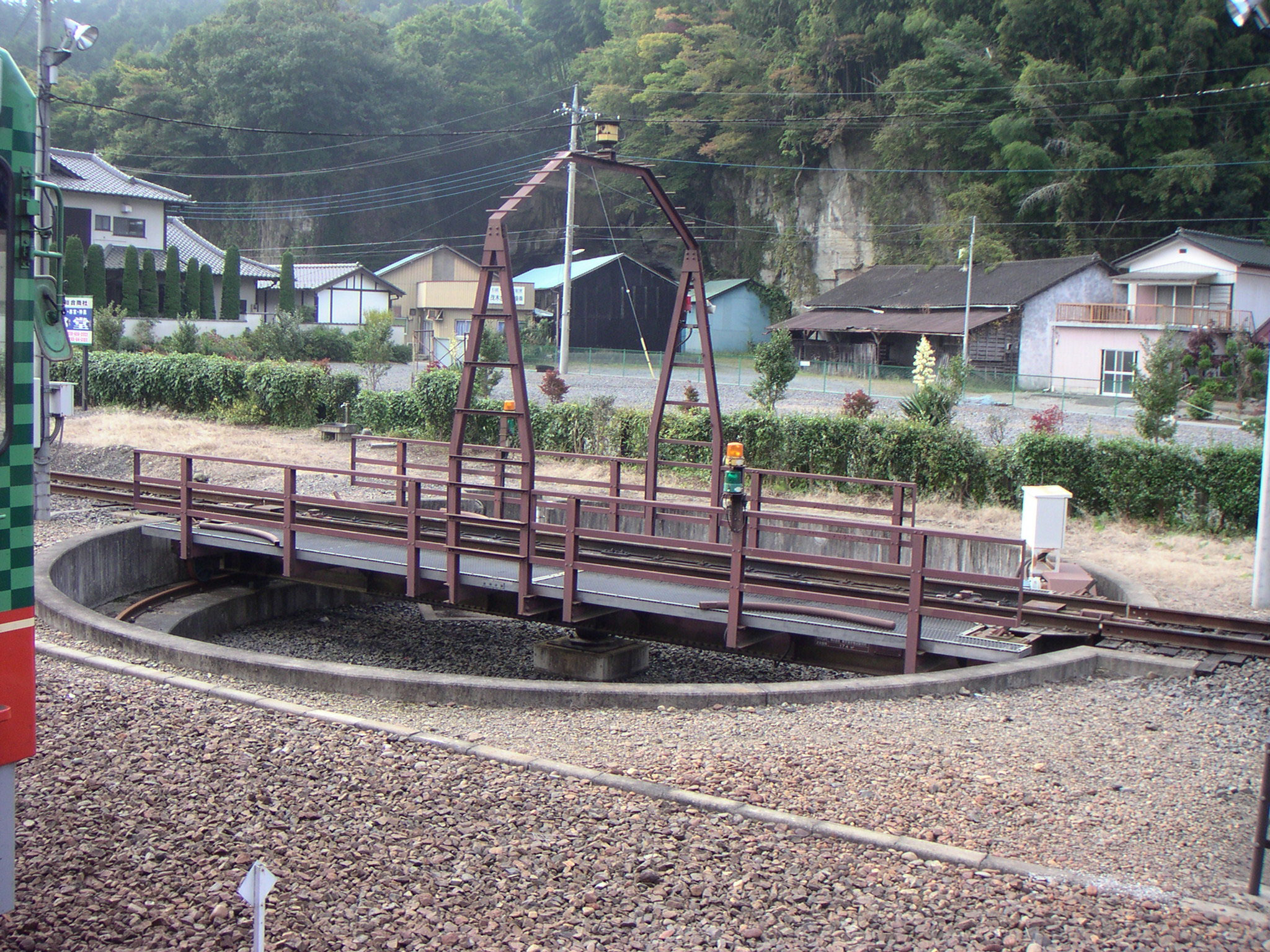
転車台
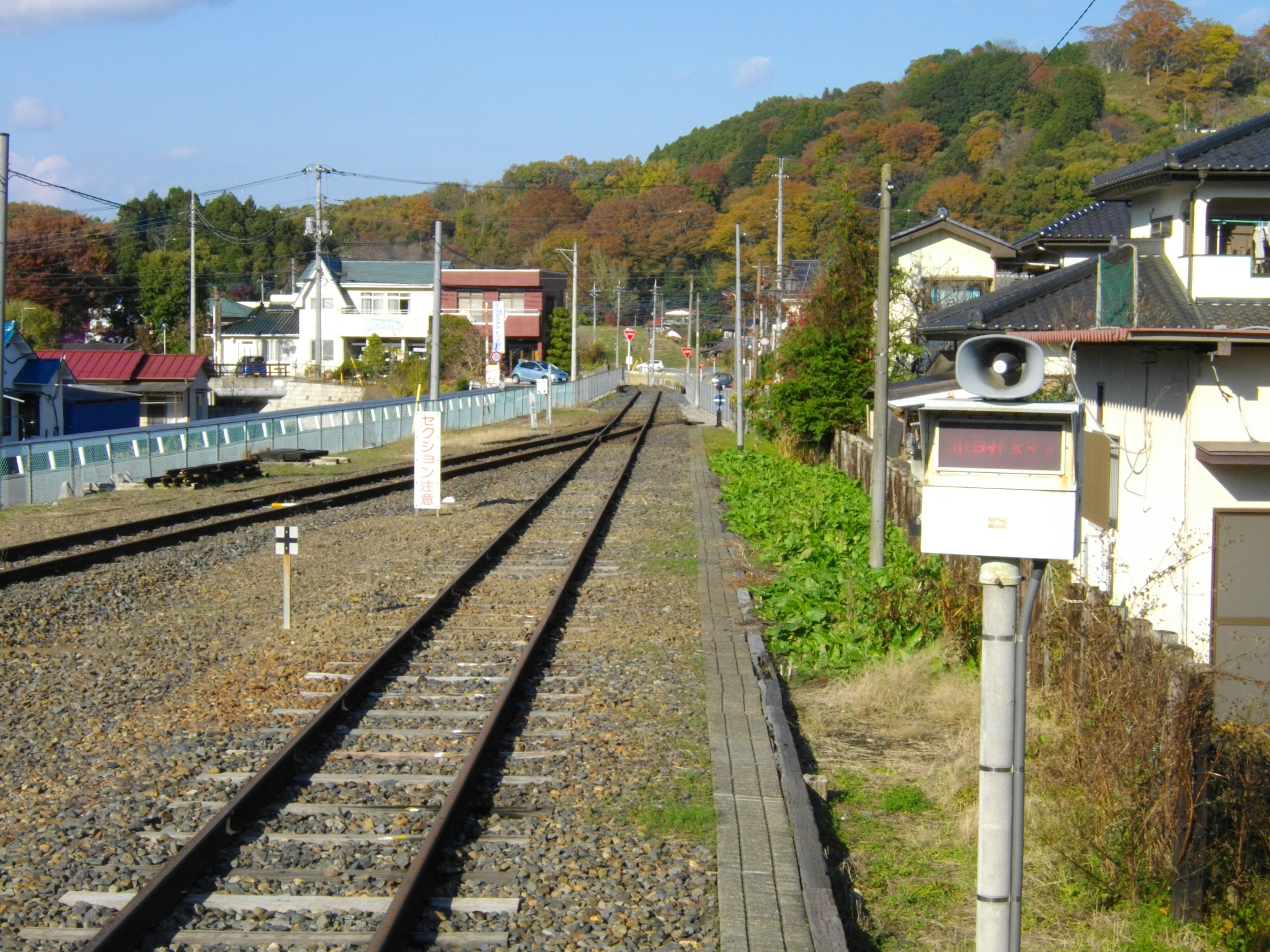
終端側

## 利用状況
近年の一日平均乗車人員の推移は下記のとおり。
| 乗車人員推移 | 乗車人員推移    |
| 年度         | 1日平均乗車人員 |
| ------------ | --------------- |
| 2007         | 383             |
| 2008         | 381             |
| 2009         | 370             |
| 2010         | 377             |
| 2011         | 385             |
| 2012         | 376             |
| 2013         | 379             |
| 2014         | 354             |
| 2015         | 341             |
| 2016         | 338             |
| 2017         | 311             |
| 2018         | 363             |
| 2019         | 267             |

## 駅周辺
茂木駅からはさらに、改正鉄道敷設法の別表第38号として「茨城県水戸ヨリ阿野沢ヲ経テ東野付近ニ至ル鉄道及阿野沢ヨリ分岐シテ栃木県茂木ニ至ル鉄道」が計画されていた。このうち、茂木駅 - 長倉宿駅間は国鉄長倉線として1937年に着工し、河井村（現・茂木町）まで路盤は完工したが、太平洋戦争勃発のため工事は中断され開業しなかった。このため、真岡線の線路終端の先には、計画線の用地や路盤が現在も多く残っている。また、水戸寄りでは茨城交通茨城線が開業したが、後に廃止。これらの区間をカバーする国鉄バス（現在のジェイアールバス関東）の「鉄道先行路線」として「水都東線」「水都西線」も運行されたが、1990年代までに廃止されている。
- 茂木町役場
- 茂木警察署
- 茂木郵便局
- 栃木県道109号茂木停車場線 - 茂木駅前から国道123号茂木バイパスまでを連絡。
- 栃木県道27号那須黒羽茂木線 - 茂木駅入口交差点から北に延び、突き当たりの大町交差点からはさらに東方向へ延びる。旧国道123号のルートに当たる。
- 国道294号（旧道）
- 道の駅もてぎ
- モビリティリゾートもてぎ
- 栃木県立茂木高等学校
- 鷲の巣キャンプ場

## バス路線
駅前に茂木バス停留所があり、JRバス関東（宇都宮支店）が乗り入れ、芳賀町の芳賀町工業団地管理センター前で宇都宮ライトレールに接続し、宇都宮市方面へのアクセスを担っている。
| 系統     | 主要経由地 | 行先       | 運行会社                 | 備考 |
| -------- | --- | ---------- | ------------------------ | ---- |
| 水都西線 | 道の駅もてぎ北、天矢場、市塙駅入口、祖陽が丘団地、芳賀町役場東、祖母井、芳賀温泉ロマンの湯、芳賀町工業団地管理センター前、道場宿、JR宇都宮駅、東武駅前 | 作新学院前 | JRバス関東（宇都宮支店） |      |

- モビリティリゾートもてぎからは、茨城交通が水戸駅行きの路線バスを土曜・日曜・祝日に運行している。
- 茂木町営バス路線が茂木駅に乗り入れ町内各地区への連絡を担っていたが、町営公共交通のデマンドタクシー「茂木町デマンドタクシーめぐるくん」への移行に伴い2011年9月30日限りで廃止された[8]。
- 東野交通の東京駅・浜松町バスターミナル行の高速バスが運行されていたが、2007年3月31日に廃止された。

## 隣の駅
真岡鐵道
■真岡線
「SLもおか」発着駅
天矢場駅 - 茂木駅